# Jair Rodrigues Júnior
Jair Rodrigues Júnior (Ibirubá, 26 agosto 1994) è un calciatore brasiliano, centrocampista del Vasco da Gama.

## Caratteristiche tecniche
È un mediano.

## Palmarès

### Competizioni statali
- Campionato Mineiro: 1

Atlético Mineiro: 2022

### Competizioni nazionali
- Campionato brasiliano: 1

Atletico Mineiro: 2021
- Coppa del Brasile: 1

Atlético Mineiro: 2021